# Ойонна (регбийный клуб)
«Юньо́н Спорти́в Ойонна́ Рагби» (фр. Union sportive Oyonnax rugby) — французский регбийный клуб из Ойонна, выступающий в высшей лиге страны, Топ 14. Команда представляет департамент Эн в составе региона Рона — Альпы. Традиционные цвета «Ойонна» — чёрный и красный. Домашние матчи коллектив проводит на арене «Стад Шарль-Матон», вмещающей 11 400 зрителей.

## История
Клуб был создан в 1909 году под названием «Клаб Спортиф Ойоннаксьен»; в 1940 году регбисты объединилась с коллегами из «Авенир д’Ойонна» и «Клаб де Спорт Уврьер»: по требованию режима Виши проводилась кампания по директивному объединению спортивных клубов. Новый коллектив получил название «Уньон Спортив Ойоннаксьен». До 1967 года «Ойонна» выступала в низших, региональных лигах, после чего вышла в Первый дивизион, состоявший из 64 клубов. Несколько лет спустя клуб вновь опустился на региональный уровень, а в 1988 году вновь присоединился к Первому дивизиону (Группа «Б»). В 2003 году команда вышла в финал лиги Федераль 1, где уступила «Лиможу» (18:20), но всё же получила право на выступление в более высокой лиге — Про Д2. По итогам сезона 2012/13 клуб оказался сильнейшим в дивизионе и впервые вышел в сильнейшую лигу — Топ 14.

## Достижения
- 1992: Второе место в дивизионе «Б» Федераль 1
- 2001: Первое место в Федераль 1
- 2003: Второе место в Федераль 1, выход в ПроД2
- 2013: Первое место в ПроД2, выход в Топ 14
- 2017: Первое место в ПроД2, выход в Топ 14
- 2023: Первое место в ПроД2, выход в Топ 14

## Состав
Сезон 2012/13.

## Некоторые известные игроки
- Мартин Вогнич[фр.]
- Мирослав Немечек[фр.]
- Лукас Рапант[фр.]
- Педри Ванненбург